# Una notte (singolo)
Una notte è il quarto singolo estratto dell'album L'amore è femmina di Nina Zilli.

## Video musicale
Il video del brano è stato pubblicato il 30 novembre 2012 sul canale VEVO della cantante.
Il video, girato a Genova e totalmente in bianco e nero, si apre con la cantante che, durante la notte, cammina per le strade di un paese. Nella scena successiva si vede la cantante stare a letto con un uomo. Successivamente si rivede la cantante nuovamente a camminare per strada.